# Rokytovce
Rokytovce é um município da Eslováquia, situado no distrito de Medzilaborce, na região de Prešov. Tem 7,38 km² de área e sua população em 2018 foi estimada em 182 habitantes.

## Demografia
| Ano:        | 1994 | 2004   | 2014   | 2024 |
| ----------- | ---- | ------ | ------ | ---- |
| Broj ljudi: | 185  | 186    | 200    | 156  |
| Razlika:    |      | +0,54% | +7,52% | -22% |

| Ano:               | 2023 | 2024   |
| ------------------ | ---- | ------ |
| Número de pessoas: | 158  | 156    |
| Diferença:         |      | -1,26% |